# Gare d'Obaix-Buzet
La gare d'Obaix-Buzet est une gare ferroviaire belge de la ligne 124, de Bruxelles-Midi à Charleroi-Central, située au village d'Obaix-Buzet, sur le territoire de la commune de Pont-à-Celles, province de Hainaut en région wallonne.
Elle est mise en service en 1874 par les Chemins de fer de l'État belge.
C'est une halte voyageurs de la Société nationale des chemins de fer belges (SNCB), desservie par des trains suburbains (S) et d'Heure de pointe (P).

## Situation ferroviaire
Établie à 142 mètres d'altitude, la gare d'Obaix-Buzet est située au point kilométrique (PK) 36,761 de la ligne 124 de Bruxelles-Midi à Charleroi-Central, entre les gares ouvertes de Nivelles et de Luttre.

## Histoire
La station d'Obaix-Buzet est mise en service le 1er juin 1874 par les Chemins de fer de l'État belge, lorsqu'ils ouvrent à l'exploitation le tronçon de Lillois à Luttre, sur la nouvelle ligne raccourcissant le trajet de Bruxelles à Charleroi. Elle dispose d'un bâtiment de gare identique aux autres gares de cette nouvelle ligne, sauf Nivelles-Est (plus grande).
En 1978, elle est déjà passée du statut de station à celui de point d'arrêt non gardé. Le bâtiment de la gare, vacant et tombant en ruine, est finalement démoli au milieu des années 80.
Sa desserte s'étiole, uniquement des trains P et un IC K dans les années 1990-2000,.
Au premier semestre de 2015, la desserte passe de 20 trains P par jour à un véritable horaire cadencé comprenant à nouveau des trains aux heures creuses (plus de 40 trains au total).

## Service des voyageurs

### Accueil
Halte SNCB, c'est un point d'arrêt non géré (PANG) à accès libre. Elle est équipée d'un automate pour l'achat de titres de transport.
Un passage souterrain permet la traversée des voies et l'accès aux quais.

### Desserte
Obaix-Buzet est desservie en semaine par des trains suburbains de la relation S19 : Bruxelles-Aéroport-Zaventem - Uccle - Etterbeek - Schuman - Charleroi-Central (un train par heure dans chaque sens),. Le matin et l’après-midi, elle est également desservie par deux trains d'heure de pointe (P) reliant Jemeppe-sur-Sambre à Schaerbeek, via Bruxelles-Central et un unique S1 reliant Charleroi-Central à Anvers-Central, tôt le matin.
Les week-ends et jours fériés, aucun train ne marque l'arrêt à Obaix-Buzet.

### Intermodalité
Un parc pour les vélos y est aménagé.

## Comptage voyageurs
Ce graphique et tableau montre le nombre de voyageurs embarquant en moyenne durant la semaine, le samedi et le dimanche.
| Nombre de passagers qui embarquent à la gare d'Obaix-Buzet | Nombre de passagers qui embarquent à la gare d'Obaix-Buzet | Nombre de passagers qui embarquent à la gare d'Obaix-Buzet | Nombre de passagers qui embarquent à la gare d'Obaix-Buzet |
|                                                            | Semaine                                                    | Samedi                                                     | Dimanche                                                   |
| ---------------------------------------------------------- | ---------------------------------------------------------- | ---------------------------------------------------------- | ---------------------------------------------------------- |
| 1977                                                       | 370                                                        | 80                                                         | 79                                                         |
| 1978                                                       | 319                                                        | 67                                                         | 46                                                         |
| 1979                                                       | 308                                                        | 121                                                        | 53                                                         |
| 1980                                                       | 284                                                        | 88                                                         | 50                                                         |
| 1981                                                       | 245                                                        | 81                                                         | 87                                                         |
| 1982                                                       | 264                                                        | 95                                                         | 67                                                         |
| 1983                                                       | 245                                                        | 82                                                         | 46                                                         |
| 1984                                                       | 257                                                        | 49                                                         | 40                                                         |
| 1985                                                       | 245                                                        | 70                                                         | 42                                                         |
| 1986                                                       | 198                                                        | 54                                                         | 41                                                         |
| 1987                                                       | 224                                                        | 63                                                         | 44                                                         |
| 1988                                                       | 174                                                        | -                                                          | 2                                                          |
| 1989                                                       | 163                                                        | -                                                          | -                                                          |
| 1990                                                       | 203                                                        | 1                                                          | -                                                          |
| 1991                                                       | 195                                                        | 1                                                          | 1                                                          |
| 1992                                                       | 214                                                        | 1                                                          | 1                                                          |
| 1993                                                       | 204                                                        | 2                                                          | 2                                                          |
| 1994                                                       | 213                                                        | 1                                                          | 2                                                          |
| 1995                                                       | 202                                                        | 1                                                          | 3                                                          |
| 1996                                                       | 188                                                        | -                                                          | -                                                          |
| 1997                                                       | 152                                                        | -                                                          | -                                                          |
| 1998                                                       | 173                                                        | -                                                          | -                                                          |
| 1999                                                       | 120                                                        | -                                                          | -                                                          |
| 2000                                                       | 99                                                         | -                                                          | -                                                          |
| 2001                                                       | 99                                                         | -                                                          | -                                                          |
| 2002                                                       | 94                                                         | -                                                          | -                                                          |
| 2003                                                       | 121                                                        | -                                                          | -                                                          |
| 2004                                                       | 117                                                        | -                                                          | -                                                          |
| 2005                                                       | 118                                                        | -                                                          | -                                                          |
| 2006                                                       | 151                                                        | -                                                          | -                                                          |
| 2007                                                       | 142                                                        | -                                                          | -                                                          |
| 2008                                                       | -                                                          | -                                                          | -                                                          |
| 2009                                                       | 133                                                        | -                                                          | -                                                          |
| 2010                                                       | -                                                          | -                                                          | -                                                          |
| 2011                                                       | -                                                          | -                                                          | -                                                          |
| 2012                                                       | 147                                                        | -                                                          | -                                                          |
| 2013                                                       | 126                                                        | -                                                          | -                                                          |
| 2014                                                       | 102                                                        | -                                                          | -                                                          |
| 2015                                                       | 167                                                        | -                                                          | -                                                          |
| 2016                                                       | 179                                                        | -                                                          | -                                                          |
| 2017                                                       | 193                                                        | -                                                          | -                                                          |
| 2018                                                       | 204                                                        | -                                                          | -                                                          |
| 2019                                                       | 184                                                        | -                                                          | -                                                          |
| 2020                                                       | 112                                                        | -                                                          | -                                                          |
| 2021                                                       | -                                                          | -                                                          | -                                                          |
| 2022                                                       | 217                                                        | -                                                          | -                                                          |
| 2023                                                       | 246                                                        | -                                                          | -                                                          |
| 2024                                                       | 200                                                        | -                                                          | -                                                          |